# Escuelas Públicas de Española

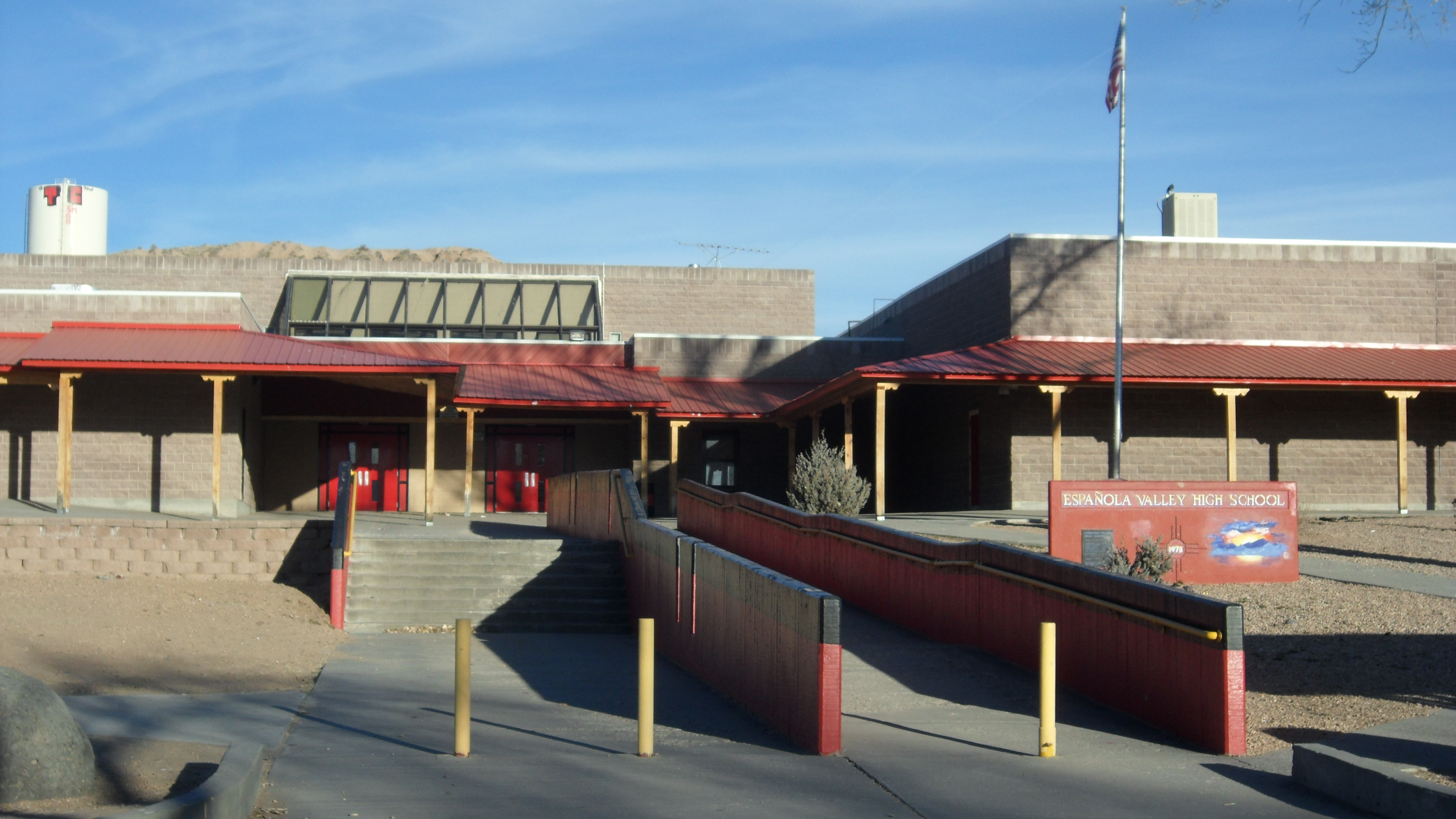
Escuela Preparatoria Española Valley

Las Escuelas Públicas de Española (Española Public School District #55 (EPSD) o Española Public Schools (EPS) es un distrito escolar de Nuevo México. Tiene su sede en Española, y sirve Española, Chimayó, Abiquiú, Rio Chama, y Velarde.
Gestiona escuelas primarias y medias, y una escuela preparatoria (high school), Preparatoria Española Valley.

## Galería

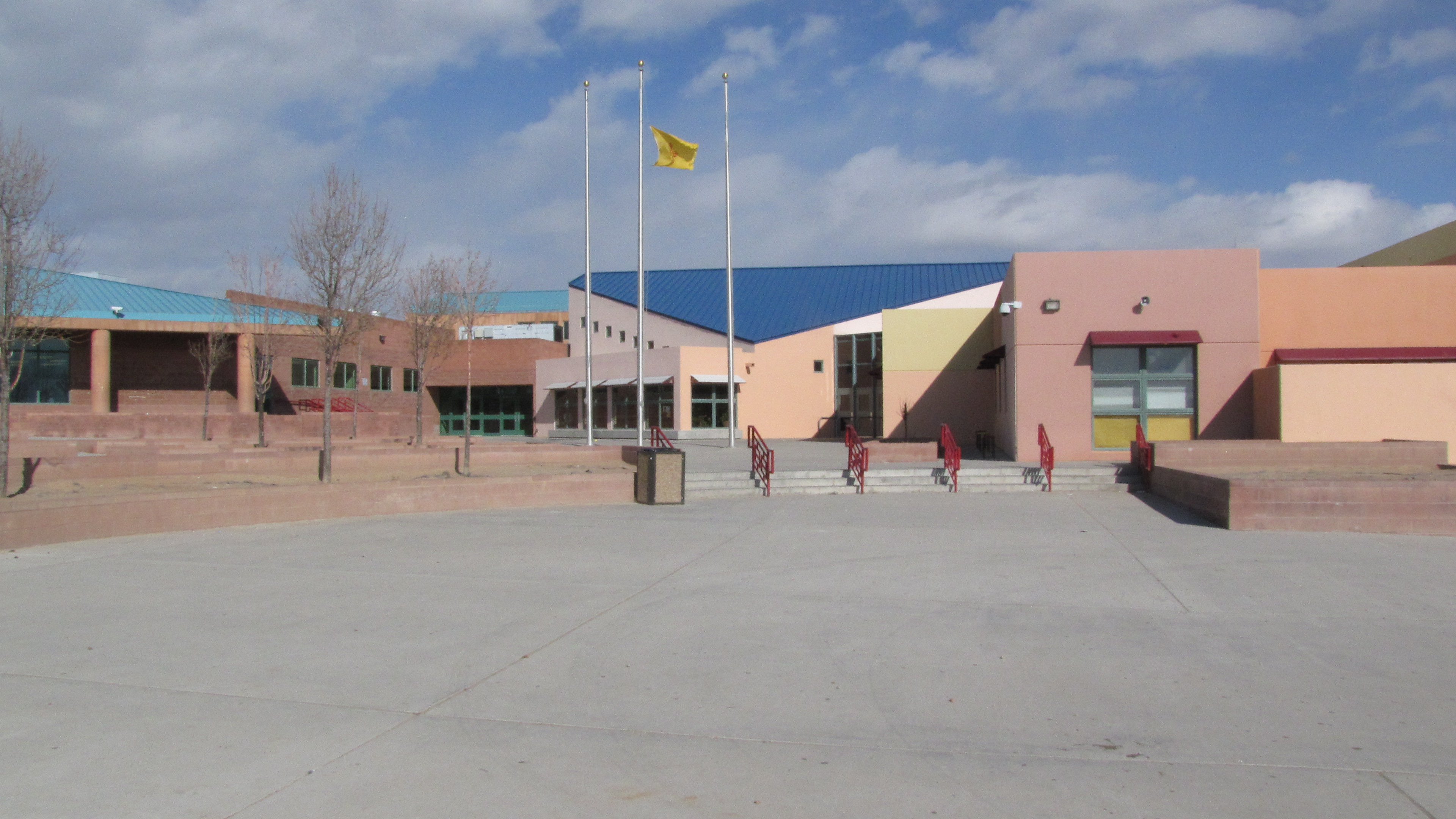
Carlos Vigil Middle School
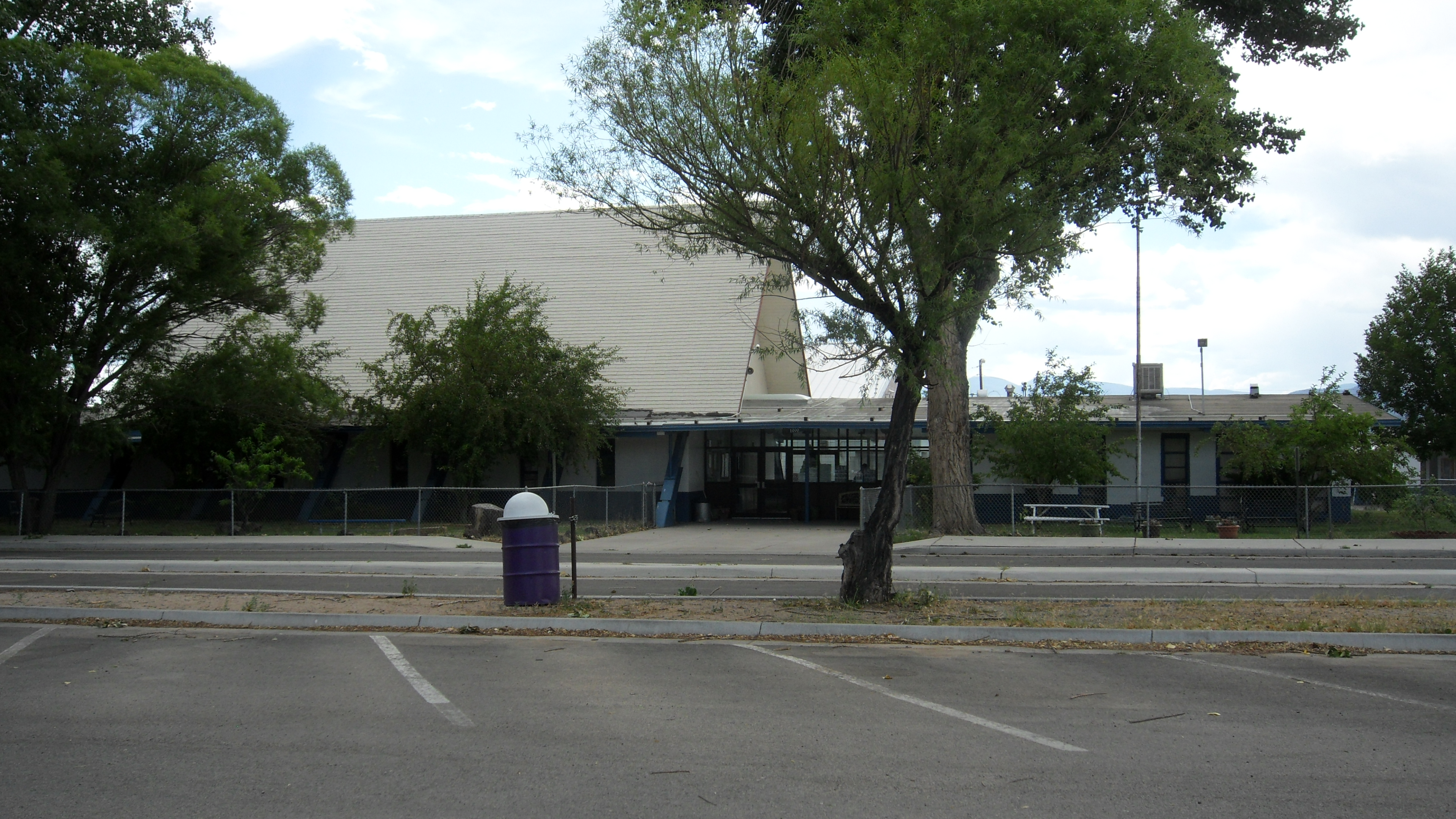
Eutimio "Tim" Salazar III (Fairview) Elementary School
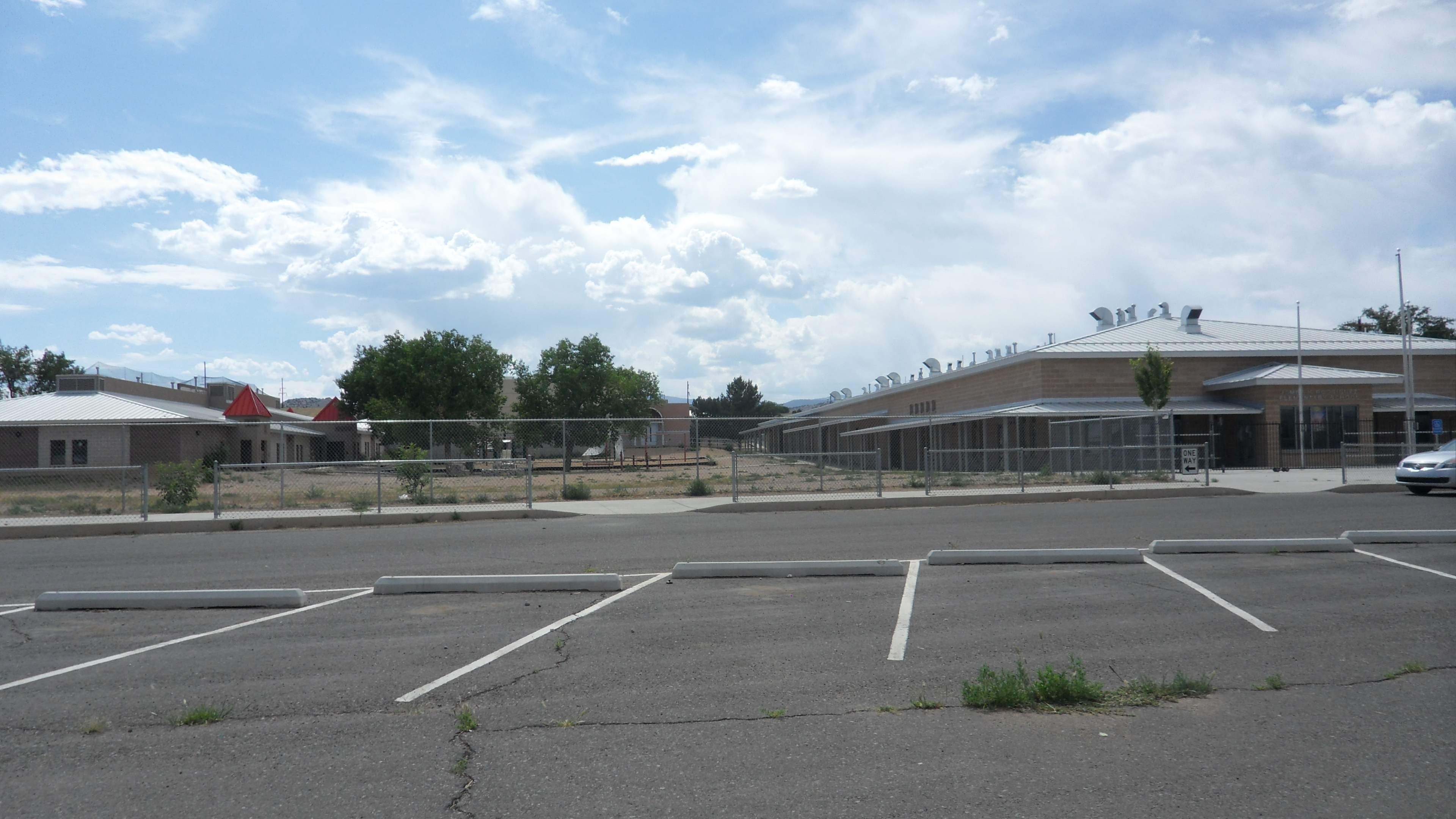
James H. Rodriguez (Española) Elementary School
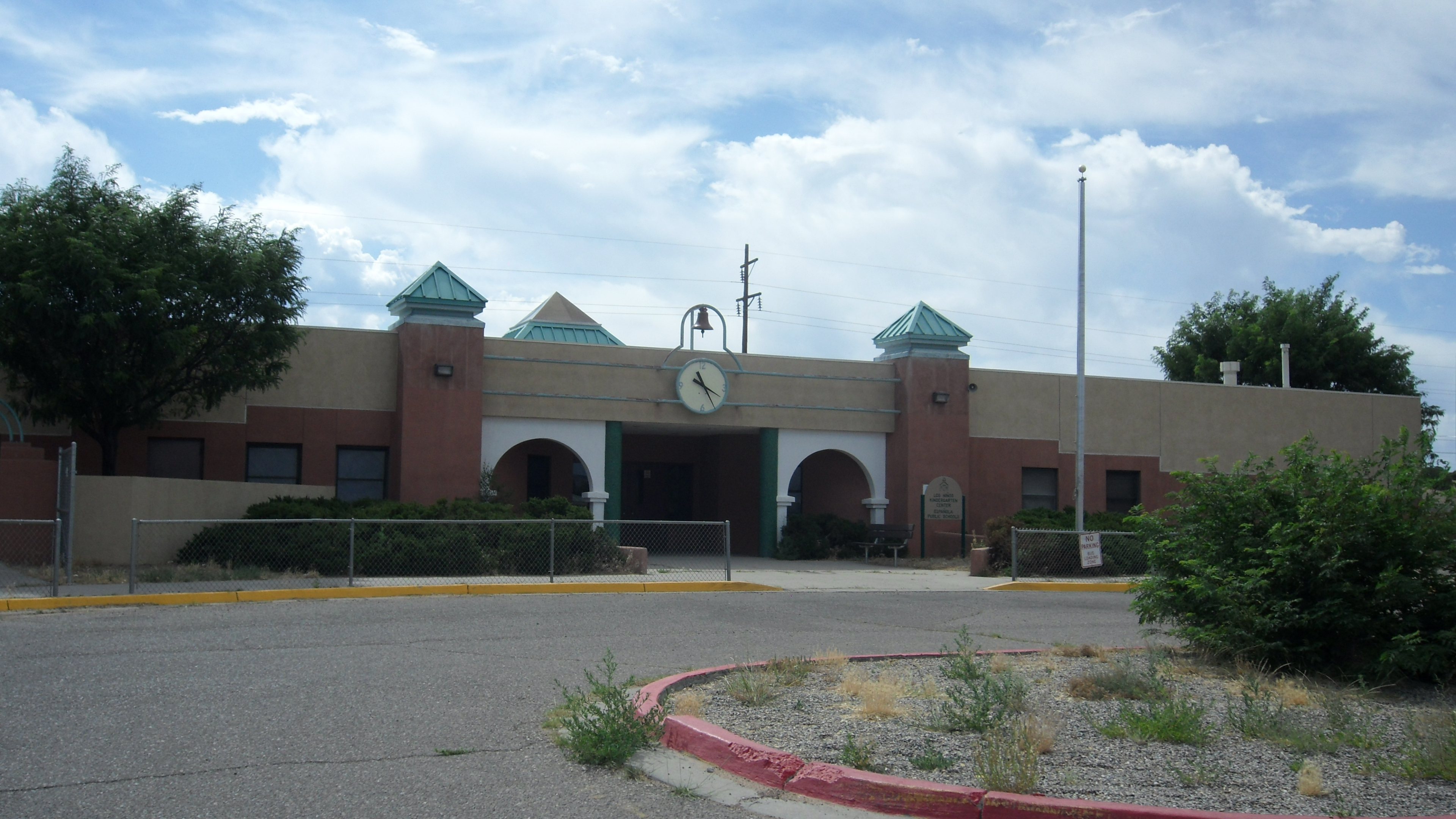
Los Niños Kindergarten Center